# Samtgemeinde Esens
Samtgemeinde Esens er den ene af to samtgemeinden i den niedersachiske Landkreis Wittmund (den anden er Holtriem) og en af seks samtgemeinden i Østfrisland. Administrationen ligger i byen Esens.
Historisk har området hørt til Harlingerland, der i 1600 blev en del af Grafschaft Ostfriesland. Siden 1885 har det hørt til Landkreis Wittmund.

## Geografi
Samtgemeinde Esens ligger i det nordlige centrale Ostfriesland og grænser mod nord til Nordsøen.
Den nærmeste storby er Oldenburg, cirka 70 kilometer mod sydøst Andre større byer i nærheden er Wilhelmshaven (omkring 36 kilometer østsydøst), Aurich (cirka 22 kilometer sydsydvestligt,) Norden, (omkring 25 kilometer mod vestsydvest) og Emden (omkring 42 kilometer mod sydvest). Landkreisens administrationsby Wittmund ligger omkring 14 kilometer mod sydøst. Afstanden mellem den nordligste by Neuharlingersiel og den sydligste Brill, er omkring 15 kilometer, i øst-vestlig retning , er den største afstand 16 kilometer mellem landsbyen Nord-Uppum og bebyggelsen Alt-Werdumer Grashaus.

### Inddeling
Samtgemeinde Esens blev oprettet ved kommunalreformen i 1972 og består af syv kommuner. Med knap 7.000 bor halvdelen af samtgemeindens indbyggere i hovedbyen Esens.
| Medlemskommuner  | Indbyggere | Areal (km²) | Tilhørende landsbyer                                                             |
| ---------------- | ---------- | ----------- | -------------------------------------------------------------------------------- |
| Esens (by)       | 6.928      | 21,68       | Bensersiel                                                                       |
| Holtgast         | 1.777      | 24,00       | Damsum, Fulkum, Utgast                                                           |
| Stedesdorf       | 1.654      | 27,95       | Mamburg, Osteraccum, Thunum                                                      |
| Neuharlingersiel | 1.128      | 24,55       | Altharlingersiel, Groß-Holum, Hartward, Ostbense                                 |
| Dunum            | 1.114      | 26,83       | Brill                                                                            |
| Moorweg          | 907        | 18,65       | Altgaude, Klosterschoo, Neugaude, Wagnersfehn, Westerschoo                       |
| Werdum           | 712        | 18,45       | Edenserloog, Gastriege, Groß Husum, Klein Husum, Anderwarfen, Wallum, Nordwerdum |
| Gesamt           | 14.220     | 162,11      | —                                                                                |